# Walter Karrer
Walter Karrer (* 19. August 1891 in Moskau; † 4. Februar 1961 in Riehen) war ein Schweizer Chemiker.

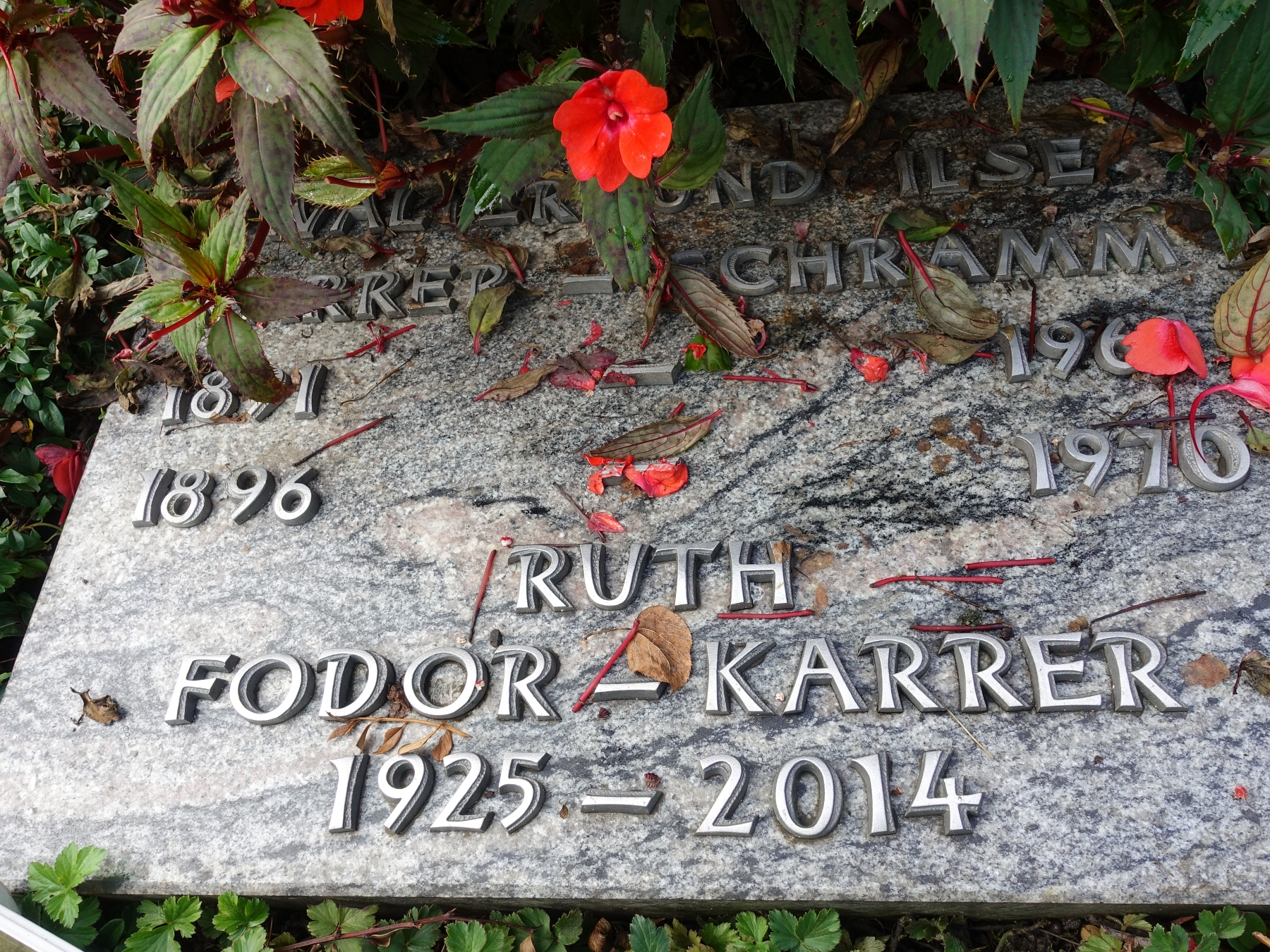
Grab, Friedhof am Hörnli.

Karrer wuchs in Wildegg auf, ging auf das Gymnasium in Aarau und begann in Zürich zunächst mit dem Jurastudium, bevor er sich 1914 der Chemie zuwandte. 1918 wurde er bei Alfred Werner mit einer Dissertation über organische Kobaltkomplexe promoviert. Danach war er ein Jahr Assistent in Zürich (unter seinem Bruder Paul Karrer) und ab 1919 bei Hoffmann-La Roche in Basel. 1952 ging er in den Ruhestand.
Er untersuchte insbesondere Pflanzenwirkstoffe in pharmakologischer Hinsicht, zum Beispiel Herzglykoside aus Fingerhüten (Digitalis) und den Schlingpflanzen der Gattung Strophanthus (g-Strophanthin), aus Frühlings-Adonisröschen, Maiglöckchen, Christrose und Meerzwiebel. Daneben befasste er sich mit Wirkstoffen der Alexandrinischen Senna (als Abführmitteln) und verschiedenen Vitaminen und vitaminähnlichen Präparaten (Bioflavonoide wie Neo-hesperidin). Zuletzt wandte er sich Proteinen zu. Im Ruhestand verfasste er ein Standardwerk über pflanzliche Wirkstoffe.
Er war der jüngere Bruder von Paul Karrer. Seine letzte Ruhestätte fand er auf dem Friedhof am Hörnli. 

## Schriften
- Ueber optisch inaktive und aktive Diaethylendiaminkobaltpropionylacetonatosalze. Zürich: J. J. Meier 1919. (Diss. Phil. II. Univ. Zürich).
- Konstitution und Vorkommen der organischen Pflanzenstoffe (exclusive Alkaloide). Basel: Birkhäuser, ab 1958, mehrere Bände (Ergänzungsbände herausgegeben von Emile Cherbuliez und Conrad Hans Eugster).